# میگل کالرو
میگل کالرو (اسپانیایی: Miguel Calero‎; ۱۴ آوریل ۱۹۷۱ – ۴ دسامبر ۲۰۱۲) بازیکن فوتبال اهل کلمبیا بود.
از باشگاه‌هایی که در آن بازی کرده‌است می‌توان به باشگاه فوتبال پاچوکا، باشگاه فوتبال اتلتیکو ناسیونال، و باشگاه ورزشی دیپورتیوو کالی اشاره کرد.
وی همچنین در تیم ملی فوتبال کلمبیا بازی کرده‌است.